# Cantón de Albertville-Sur
El cantón de Albertville-Sur (en francés canton d'Albertville-Sud) era una división administrativa francesa, que estaba situada en el departamento de Saboya y la región de Ródano-Alpes.

## Composición
El cantón estaba formado por nueve comunas, más una fracción de la comuna que le daba su nombre:
- Albertville (fracción)
- Cevins
- Esserts-Blay
- Gilly-sur-Isère
- Grignon
- La Bâthie
- Monthion
- Rognaix
- Saint-Paul-sur-Isère
- Tours-en-Savoie

## Supresión del cantón
En aplicación del decreto nº 2014-272 del 27 de febrero de 2014, el cantón de Albertville-Sur fue suprimido el 1 de abril de 2015 y sus 10 comunas pasaron a formar parte; seis del nuevo cantón de Albertville-1, dos del nuevo cantón de cantón de Albertville-2 y la fracción de la comuna que le daba su nombre se unió con la otra fracción para que, por medio de una reestructuración cantonal, fueran creados los nuevos cantones de Albertville-1 y 2.